# コフィディス
コフィディス（Cofidis）は、フランスを本拠とする自転車競技（ロードレース及びトラックレース）のチーム。

## 概要
スポンサー主のコフィディスはフランスの消費者金融会社である。
チーム創設以来、一貫してコフィディスがメインスポンサーを務めており、このことから同一企業がメインスポンサーを務めるチームとしては現在のUCIワールドチーム及びプロチームの中で最長の歴史を持つ 。
1996年、ロードレース界の名将、シリル・ギマールがチーム・マネジャーとなり結成された。
1997年に活動を開始し、トニー・ロミンゲル、マウリツィオ・フォンドリエスト、ランス・アームストロング、ボビー・ジュリック、デヴィッド・ミラー、クリストフ・リネロ、フィリップ・ゴーモンらが加入。また、2012年に引退するまで一貫して当チームに在籍したダヴィ・モンクティエがプロ初年度を迎えた年でもあった。
1998年、フランチェスコ・カーザグランデが加入。
1999年、フランク・ヴァンデンブルック、グジェゴジュ・グヴィアズドヴスキ、ニコ・マッタンが加入。
2001年、アンドレイ・キヴィレフ、ギド・トレンティンが加入。
2002年、セドリック・ヴァスールが加入。
2004年、イゴル・アスタルロア、スチュアート・オグレディ、ジミー・カスペール、ダミアン・モニエが加入。ところが同年、6月12日に警察当局が一斉摘発に入った、コフィディス事件と称されるチームぐるみのドーピング事件が発覚。EPOやテストステロンなどの禁止薬物陽性が確認されたとして、マッシミリアーノ・レッリ、デヴィッド・ミラー、フィリップ・ゴーモン、ロベール・サソンヌ、メデリック・クレン、マレク・ルトキエヴィチュ、ダニエル・マレヴスキの以上7名の所属並びに元所属選手及びチーム・ディレクター、マッサージャー、薬剤師の計10名が後日裁判を受けることになった。
2005年、現在ゼネラル・マネージャーを務めるエリック・ボワイエがチーム・マネジャーに就任。シルヴァン・シャヴァネル、レオナルド・ベルタニョッリが加入。また同年より開始されたUCIプロツアー対象全レースに参加が可能な、UCIプロチームの承認を受けた。
2006年、リック・フェルブリュッヘ、レオナルド・ドゥケが加入。
2007年、クリスティアーノ・モレーニに、同年のツール・ド・フランスでテストステロン陽性が出たことから、帰郷を命じられる。
2008年、サミュエル・デュムラン、レイン・ターラミャエが加入。
2010年、プロフェッショナルコンチネンタルチームのライセンスに降格。
2020年、ワールドツアーライセンスが再交付され、19番目のワールドチームとして復帰。

## 主な実績
1997年
- ヘント〜ウェヴェルヘム 優勝　フィリップ・ゴーモン
- ツール・ド・フランス
  - 区間優勝　ローラン・デビアン

1998年
- クラシカ・サン・セバスティアン 優勝　フランチェスコ・カーザグランデ
- ツール・ド・フランス
  - 山岳賞　クリストフ・リネロ
  - チーム総合時間賞

1999年
- リエージュ〜バストーニュ〜リエージュ 優勝　フランク・ヴァンデンブルック
- チューリッヒ選手権 優勝　グジェゴジュ・グヴィアズドフスキ（英語版）
- ブエルタ・ア・エスパーニャ
  - 区間優勝　フランク・ヴァンデンブルック(2回)
  - ポイント賞　フランク・ヴァンデンブルック

2000年
- ツール・ド・フランス
  - 区間優勝　デヴィッド・ミラー

2001年
- GP西フランス・プルエー 優勝　ニコ・マッタン
- ブエルタ・ア・エスパーニャ
  - 区間優勝　デヴィッド・ミラー

2002年
- ツール・ド・フランス
  - 区間優勝　デヴィッド・ミラー
- ブエルタ・ア・エスパーニャ
  - 区間優勝　ギド・トレンティン

2003年
- ツール・ド・フランス
  - 区間優勝　デヴィッド・ミラー
- ブエルタ・ア・エスパーニャ
  - 区間優勝　ルイス・ペレス・ロドリゲス、デヴィッド・ミラー

2004年
- HEW・クラシックス 優勝　スチュアート・オグレディ
- ツール・ド・フランス
  - 区間優勝　スチュアート・オグレディ、ダヴィ・モンクティエ

2005年
- ツール・ド・フランス
  - 区間優勝　ダヴィ・モンクティエ
- ブエルタ・ア・エスパーニャ
  - 区間優勝　レオナルド・ベルタニョッリ

2006年
- ツール・ド・フランス
  - 区間優勝　ジミー・カスペール
- ジロ・デ・イタリア
  - 区間優勝　リック・フェルブリュッヘ

2007年
- ブエルタ・ア・エスパーニャ
  - 区間優勝　レオナルド・ドゥケ

2008年
- ツール・ド・フランス
  - 区間優勝　サミュエル・デュムラン、シルヴァン・シャヴァネル
- ブエルタ・ア・エスパーニャ
  - 区間優勝　ダヴィ・モンクティエ
  - 山岳賞　ダヴィ・モンクティエ

2009年
- ブエルタ・ア・エスパーニャ
  - 区間優勝　ダヴィ・モンクティエ
  - 山岳賞　ダヴィ・モンクティエ

2010年
- ジロ・デ・イタリア
  - 区間優勝　ダミアン・モニエ
- ブエルタ・ア・エスパーニャ
  - 区間優勝　ダヴィ・モンクティエ
  - 山岳賞　ダヴィ・モンクティエ

2017年
- ボルタ・シクリスタ・ア・カタルーニャ　区間優勝　ナセル・ブアニ（第4ステージ）

2018年
- ブエルタ・ア・エスパーニャ　区間優勝　ナセル・ブアニ（第6ステージ）

2019
- ブエルタ・ア・エスパーニャ　区間優勝　ヘスス・エラダ（第6ステージ）

2020
- ブエルタ・ア・エスパーニャ　 山岳賞　ギヨーム・マルタン（英語版）

2021
- ジロ・デ・イタリア 区間優勝 ヴィクトル・ラフェ（英語版）（第8ステージ）

2023
- ツール・ド・フランス　
  - 区間優勝　ヴィクトル・ラフェ（英語版）（第2ステージ）
  - 区間優勝　ヨン・イサギレ（第12ステージ）

- ブエルタ・ア・エスパーニャ　区間優勝　ヘスス・エラダ（第11ステージ）

## 2022年陣容
2022年6月22日更新
| 選手名                         | 国籍       | 生年月日               | 前年所属チーム                                 |
| ------------------------------ | ---------- | ---------------------- | ---------------------------------------------- |
| ピート・アレハールト           | ベルギー   | 1995年1月20日（30歳）  |                                                |
| サンデル・アルメ               | ベルギー   | 1985年12月10日（39歳） | チーム・クベカ・ネクストハッシュ               |
| フランソア・ビダール           | フランス   | 1992年3月19日（32歳）  | AG2R・シトロエン・チーム                       |
| トム・ボーリ                   | スイス     | 1994年1月17日（31歳）  |                                                |
| アンドレ・カルヴァーリョ       | ポルトガル | 1997年10月31日（27歳） |                                                |
| トマ・シャンピオン             | フランス   | 1999年9月8日（25歳）   |                                                |
| ダヴィデ・チモライ             | イタリア   | 1989年8月13日（35歳）  | イスラエル・スタートアップネイション           |
| シモーネ・コンソンニ           | イタリア   | 1994年9月12日（30歳）  |                                                |
| ブライアン・コカール           | フランス   | 1986年9月3日（38歳）   | B&B Hotels p/b KTM                             |
| アレクサンドル・ドゥレートル   | フランス   | 1997年10月25日（27歳） | Delko                                          |
| ルーベン・フェルナンデス       | スペイン   | 1991年3月1日（34歳）   |                                                |
| エディ・フィネ                 | フランス   | 1997年11月20日（27歳） |                                                |
| シモン・ゲシュケ               | ドイツ     | 1986年3月13日（38歳）  |                                                |
| ヘスス・エラダ                 | スペイン   | 1990年7月26日（34歳）  |                                                |
| ホセ・エラダ                   | スペイン   | 1985年10月1日（39歳）  |                                                |
| ヨン・イサギレ                 | スペイン   | 1989年2月4日（36歳）   | アスタナ・プレミアテック                       |
| ウェスリー・クレデル           | オランダ   | 1990年11月4日（34歳）  | アンテルマルシェ・ワンティ・ゴベール・マテリオ |
| ヴィクトル・ラフェ             | フランス   | 1996年1月17日（29歳）  |                                                |
| ギヨーム・マルタン             | フランス   | 1993年6月9日（31歳）   |                                                |
| アントニー・ペレス             | フランス   | 1991年4月22日（33歳）  |                                                |
| ピエール・リュック・ペリション | フランス   | 1987年1月4日（38歳）   |                                                |
| アレクシー・ルナール           | フランス   | 1999年6月1日（25歳）   | イスラエル・スタートアップネイション           |
| レミ・ロシャス                 | フランス   | 1996年5月18日（28歳）  |                                                |
| シモン・サイノック             | ポーランド | 1997年8月24日（27歳）  |                                                |
| バンジャマン・トマ             | フランス   | 1995年9月12日（29歳）  | グルパマ・FDJ                                  |
| ユーゴ・トゥミレ               | フランス   | 2001年10月5日（23歳）  |                                                |
| ケネット・ヴァンビルセン       | ベルギー   | 1990年6月1日（34歳）   |                                                |
| ダヴィデ・ヴィッレッラ         | イタリア   | 1991年6月27日（33歳）  | モビスター・チーム                             |
| イェーレ・ワライス             | ベルギー   | 1989年5月11日（35歳）  |                                                |
| マックス・ヴァルシャイト       | ドイツ     | 1993年6月13日（31歳）  | チーム・クベカ・ネクストハッシュ               |
| アクセル・ザングル             | フランス   | 1998年12月18日（26歳） | DELKO                                          |

## 歴代陣容
| 2021年陣容                             | 2021年陣容     | 2021年陣容             | 2021年陣容                      |
| 選手名                                 | 国籍           | 生年月日               | 前年所属チーム                  |
| -------------------------------------- | -------------- | ---------------------- | ------------------------------- |
| ピート・アレハールト                   | ベルギー       | 1995年1月20日（30歳）  |                                 |
| フェルナンド・バルセロ                 | スペイン       | 1996年1月6日（29歳）   |                                 |
| ナトナエル・ベルハネ                   | エリトリア     | 1991年1月5日（34歳）   |                                 |
| トム・ボーリ                           | スイス         | 1994年1月17日（31歳）  | UAE チーム・エミレーツ          |
| アンドレ・カルヴァーリョ               | ポルトガル     | 1997年10月31日（27歳） | Hagens Berman Axeon             |
| トマ・シャンピオン                     | フランス       | 1999年9月8日（25歳）   | Bourg-en-Bresse Ain             |
| シモーネ・コンソンニ                   | イタリア       | 1994年9月12日（30歳）  |                                 |
| ジャンピエール・ドリュケール           | ルクセンブルク | 1986年9月3日（38歳）   | ボーラ・ハンスグローエ          |
| ニコラ・エデ                           | フランス       | 1987年12月2日（37歳）  |                                 |
| ルーベン・フェルナンデス               | スペイン       | 1991年3月1日（34歳）   | Euskaltel–Euskadi               |
| エディ・フィネ                         | フランス       | 1997年11月20日（27歳） |                                 |
| シモン・ゲシュケ                       | ドイツ         | 1986年3月13日（38歳）  | CCCチーム                       |
| ネイサン・ハース                       | オーストラリア | 1989年3月12日（36歳）  |                                 |
| ヘスス・エラダ                         | スペイン       | 1990年7月26日（34歳）  |                                 |
| ホセ・エラダ                           | スペイン       | 1985年10月1日（39歳）  |                                 |
| ヴィクトル・ラフェ                     | フランス       | 1996年1月17日（29歳）  |                                 |
| クリストフ・ラポルト                   | フランス       | 1992年12月11日（32歳） |                                 |
| ギヨーム・マルタン                     | フランス       | 1993年6月9日（31歳）   |                                 |
| エマニュエル・モラン                   | フランス       | 1995年3月13日（29歳）  |                                 |
| アントニー・ペレス                     | フランス       | 1991年4月22日（33歳）  |                                 |
| ピエール・リュック・ペリション         | フランス       | 1987年1月4日（38歳）   |                                 |
| レミ・ロシャス                         | フランス       | 1996年5月18日（28歳）  | NIPPO・デルコ・ワンプロヴァンス |
| ファビオ・サバティーニ                 | イタリア       | 1985年2月18日（40歳）  |                                 |
| シモン・サイノック                     | ポーランド     | 1997年8月24日（27歳）  | CCCチーム                       |
| ユーゴ・トゥミレ (8/1から研修生として) | フランス       | 2001年10月5日（23歳）  | Équipe cycliste Cofidis         |
| ケネット・ヴァンビルセン               | ベルギー       | 1990年6月1日（34歳）   |                                 |
| アッティリオ・ヴィヴィアーニ           | イタリア       | 1996年10月18日（28歳） |                                 |
| エリア・ヴィヴィアーニ                 | イタリア       | 1989年2月7日（36歳）   |                                 |
| イェーレ・ワライス                     | ベルギー       | 1989年5月11日（35歳）  | ロット・ソウダル                |

| 2020年陣容                                     | 2020年陣容     | 2020年陣容             | 2020年陣容                       |
| 選手名                                         | 国籍           | 生年月日               | 前年所属チーム                   |
| ---------------------------------------------- | -------------- | ---------------------- | -------------------------------- |
| ピート・アレハールト                           | ベルギー       | 1995年1月20日（30歳）  | Sport Vlaanderen–Baloise         |
| フェルナンド・バルセロ                         | スペイン       | 1996年1月6日（29歳）   | Euskadi Basque Country - Murias  |
| ナトナエル・ベルハネ                           | エリトリア     | 1991年1月5日（34歳）   |                                  |
| ディミトリ・クライス                           | ベルギー       | 1987年6月18日（37歳）  |                                  |
| シモーネ・コンソンニ                           | イタリア       | 1994年9月12日（30歳）  | UAE チーム・エミレーツ           |
| ニコラ・エデ                                   | フランス       | 1987年12月2日（37歳）  |                                  |
| エディ・フィネ                                 | フランス       | 1997年11月20日（27歳） | V.C.Villefranche Beaujolais      |
| ネイサン・ハース                               | オーストラリア | 1989年3月12日（36歳）  | カチューシャ・アルペシン         |
| ジェスパー・ハンセン                           | デンマーク     | 1990年10月23日（34歳） |                                  |
| ヘスス・エラダ                                 | スペイン       | 1990年7月26日（34歳）  |                                  |
| ホセ・エラダ                                   | スペイン       | 1985年10月1日（39歳）  |                                  |
| ヴィクトル・ラフェ                             | フランス       | 1996年1月17日（29歳）  |                                  |
| クリストフ・ラポルト                           | フランス       | 1992年12月11日（32歳） |                                  |
| マティアス・ル・テュルニエ                     | フランス       | 1995年3月14日（29歳）  |                                  |
| シリル・ルモワーヌ                             | フランス       | 1983年3月3日（42歳）   |                                  |
| ギヨーム・マルタン                             | フランス       | 1993年6月9日（31歳）   | ワンティ・ゴベール               |
| ルイス・マテ・マルドネス                       | スペイン       | 1984年3月23日（40歳）  |                                  |
| マルコ・マティス                               | ドイツ         | 1994年4月7日（30歳）   |                                  |
| エマニュエル・モラン                           | フランス       | 1995年3月13日（29歳）  |                                  |
| アントニー・ペレス                             | フランス       | 1991年4月22日（33歳）  |                                  |
| ピエール・リュック・ペリション                 | フランス       | 1987年1月4日（38歳）   |                                  |
| ニコラ・プロドム (8/1から研修生として)         | フランス       | 1997年2月1日（28歳）   |                                  |
| ステファヌ・ロセット                           | フランス       | 1987年4月6日（37歳）   |                                  |
| ファビオ・サバティーニ                         | イタリア       | 1985年2月18日（40歳）  | ドゥクーニンク・クイックステップ |
| ダミアン・トゥゼ                               | フランス       | 1996年7月7日（28歳）   |                                  |
| ケニース・ファンビルセン                       | ベルギー       | 1990年6月1日（34歳）   |                                  |
| ジュリアン・ヴェルモート                       | ベルギー       | 1989年7月26日（35歳）  | チーム・ディメンションデータ     |
| アッティリオ・ヴィヴィアーニ                   | イタリア       | 1996年10月18日（28歳） | Arvedi Cycling ASD               |
| エリア・ヴィヴィアーニ                         | イタリア       | 1989年2月7日（36歳）   | ドゥクーニンク・クイックステップ |
| エンリコ・ザノンチェッロ (8/1から研修生として) | イタリア       | 1997年8月2日（27歳）   |                                  |

| 2019年陣容                     | 2019年陣容 | 2019年陣容             | 2019年陣容                                             |
| 選手名                         | 国籍       | 生年月日               | 前年所属チーム                                         |
| ------------------------------ | ---------- | ---------------------- | ------------------------------------------------------ |
| ダルウィン・アタプマ           | コロンビア | 1988年1月15日（37歳）  | UAE チーム・エミレーツ                                 |
| ナトナエル・ベルハネ           | エリトリア | 1991年1月5日（34歳）   | チーム・ディメンションデータ                           |
| ナセル・ブアニ                 | フランス   | 1990年7月25日（34歳）  |                                                        |
| ライアヌ・ブアニ               | フランス   | 1996年2月24日（29歳）  |                                                        |
| ロイック・シェトウ             | フランス   | 1992年9月23日（32歳）  |                                                        |
| ディミトリ・クライス           | ベルギー   | 1987年6月18日（37歳）  |                                                        |
| ニコラ・エデ                   | フランス   | 1987年12月2日（37歳）  |                                                        |
| フィリッポ・フォルティン       | イタリア   | 1988年1月15日（37歳）  | Felbermayr–Simplon Wels                                |
| イェスパー・ハンセン           | デンマーク | 1990年10月23日（34歳） | アスタナ・プロチーム                                   |
| ヘスス・エラダ                 | スペイン   | 1990年7月26日（34歳）  |                                                        |
| ホセ・エラダ                   | スペイン   | 1985年10月1日（39歳）  |                                                        |
| ユーゴ・オフステテール         | フランス   | 1994年2月13日（31歳）  |                                                        |
| ヴィクトール・ラフェ           | フランス   | 1996年1月17日（29歳）  |                                                        |
| クリストフ・ラポルト           | フランス   | 1992年12月11日（32歳） |                                                        |
| マティアス・ル・テュルニエ     | フランス   | 1995年3月14日（29歳）  |                                                        |
| シリル・ルモワーヌ             | フランス   | 1983年3月3日（42歳）   |                                                        |
| ルイス・マテ・マルドネス       | スペイン   | 1984年3月23日（40歳）  |                                                        |
| マルコ・マティス               | ドイツ     | 1994年4月7日（30歳）   |                                                        |
| エマニュエル・モラン           | フランス   | 1995年3月13日（29歳）  | Sojasun espoir-Association cycliste de Noyal-Châtillon |
| アントニー・ペレス             | フランス   | 1991年4月22日（33歳）  |                                                        |
| ピエール・リュック・ペリション | フランス   | 1987年1月4日（38歳）   | フォルテュネオ・サムシック                             |
| ステファヌ・ロセット           | フランス   | 1987年4月6日（37歳）   |                                                        |
| ジュリアン・シモン             | フランス   | 1985年10月4日（39歳）  |                                                        |
| ジョフレ・スープ               | フランス   | 1988年3月22日（36歳）  |                                                        |
| ダミアン・トゥゼ               | フランス   | 1996年7月7日（28歳）   | St. Michel–Auber93                                     |
| ベルト・ヴァンレルベルヘ       | ベルギー   | 1992年9月29日（32歳）  |                                                        |
| ケネット・ヴァンビルセン       | ベルギー   | 1990年6月1日（34歳）   |                                                        |
| ジーコ・ワイテンス             | ベルギー   | 1991年9月29日（33歳）  |                                                        |

| 2011年陣容                   | 2011年陣容 | 2011年陣容     | 2011年陣容               |
| 選手名                       | 国籍       | 生年月日       | 前年所属チーム           |
| ---------------------------- | ---------- | -------------- | ------------------------ |
| ヨアン・バゴ                 | フランス   | 1987年9月6日   | トレーニーより昇格       |
| フローラン・バルル           | フランス   | 1986年1月17日  | 新人                     |
| ミカエル・ビュファズ         | フランス   | 1979年5月21日  |                          |
| レミ・キュザン               | フランス   | 1986年2月3日   |                          |
| ジャン＝ウデ・ドマレ         | フランス   | 1984年7月25日  |                          |
| サミュエル・デュムラン       | フランス   | 1980年8月20日  |                          |
| レオナルド・ドゥケ           | コロンビア | 1980年4月10日  |                          |
| ニコラ・ウデ                 | フランス   | 1987年12月2日  | トレーニーより昇格       |
| ジュリアン・エル・ファレ     | フランス   | 1985年6月1日   |                          |
| ジュリアン・フシャール       | フランス   | 1986年6月20日  |                          |
| トニー・ギャロパン           | フランス   | 1988年5月24日  |                          |
| ケヴァイン・イスタ           | ベルギー   | 1984年11月25日 |                          |
| イェンス・ククレイユ         | ベルギー   | 1988年11月23日 |                          |
| カレ・クリント               | エストニア | 1983年11月13日 |                          |
| アルノー・ラブ               | フランス   | 1976年11月3日  |                          |
| セバスティアン・ミナール     | フランス   | 1982年6月12日  |                          |
| ダヴィ・モンクティエ         | フランス   | 1975年4月30日  |                          |
| ダミアン・モニエ             | フランス   | 1982年8月27日  |                          |
| アドリアン・プティ           | フランス   | 1990年9月26日  | トレーニーより昇格       |
| アレクセイス・サラモティンス | ラトビア   | 1982年4月8日   | チーム・HTC - コロンビア |
| ニコ・サイメンス             | ベルギー   | 1978年4月1日   |                          |
| レイン・ターラミャエ         | エストニア | 1987年4月24日  |                          |
| ニコラ・ヴォゴンディ         | フランス   | 1977年8月8日   | Bbox - ブイグ・テレコム  |
| ロマン・ジンフル             | ベルギー   | 1987年1月29日  |                          |

| 2012年陣容                   | 2012年陣容 | 2012年陣容     | 2012年陣容             |
| 選手名                       | 国籍       | 生年月日       | 前年所属チーム         |
| ---------------------------- | ---------- | -------------- | ---------------------- |
| ヨアン・バゴ                 | フランス   | 1987年9月6日   |                        |
| フローラン・バルル           | フランス   | 1986年1月17日  |                        |
| ミカエル・ビュファズ         | フランス   | 1979年5月21日  |                        |
| エドヴィヒ・カマールツ       | ベルギー   | 1987年7月17日  | ランドバウクレディット |
| レミ・ディ・グレゴリオ       | フランス   | 1985年7月31日  | アスタナ               |
| ジャン＝ウデ・ドマレ         | フランス   | 1984年7月25日  |                        |
| サミュエル・デュムラン       | フランス   | 1980年8月20日  |                        |
| レオナルド・ドゥケ           | コロンビア | 1980年4月10日  |                        |
| ニコラ・ウデ                 | フランス   | 1987年12月2日  |                        |
| ジュリアン・フシャール       | フランス   | 1986年6月20日  |                        |
| エゴイツ・ガルシーア         | スペイン   | 1986年3月31日  | カハ・ルラル           |
| ヤン・ヘイセリンク           | ベルギー   | 1988年2月24日  | HTC - ハイロード       |
| カレ・クリント               | エストニア | 1983年11月13日 |                        |
| アルノー・ラブ               | フランス   | 1976年11月3日  |                        |
| ルイス・アーンヘル・マテー   | スペイン   | 1984年3月23日  |                        |
| リュディ・モラール           | フランス   | 1989年9月17日  | CC・エテュペ           |
| ダヴィ・モンクティエ         | フランス   | 1975年4月30日  |                        |
| ダミアン・モニエ             | フランス   | 1982年8月27日  |                        |
| アドリアン・プティ           | フランス   | 1990年9月26日  |                        |
| アレクセイス・サラモティンス | ラトビア   | 1982年4月8日   |                        |
| ニコ・サイメンス             | ベルギー   | 1978年4月1日   |                        |
| レイン・ターラミャエ         | エストニア | 1987年4月24日  |                        |
| トリスタン・ヴァランタン     | フランス   | 1982年2月23日  |                        |
| ニコラ・ヴォゴンディ         | フランス   | 1977年8月8日   |                        |
| ロマン・ジンフル             | ベルギー   | 1987年1月29日  |                        |